# فهرس الألوان
فهرس الألوان (بالإنجليزية: Colour Index)‏
هو قاعدة بيانات مرجعية وضعت باشتراك جمعية الصباغين والملونين (SDC : Society of Dyers and Colourists) والاتحاد الأمريكي لكيميائيي النسيج وملونيه (AATCC : American Association of Textile Chemists and Colorists). طبع لأول مرة في عام 1925 لكنه الآن متوفر حصريا بالنسخة الرابعة على الشبكة العنكبوتية. وهو مكتوب باللغة الإنكليزية يصنف الأصبغة (وفق اسمها التجاري، وبنيتها الكيميائية)، والمبيضات البصرية، والعوامل المرجعة.
تاريخ فهرس الألوان
إن أول صباغ اصطناعي هو الموف (البنفسجي الزاهي) اكتشفه بيركنز في عام 1856. امتلأت السوق بعدها بعدد هائل من الأصبغة مما مهد لظهور أول كتاب للتعريف بهذه الأصبغة. وقد نشر سلاتر (J.W.Slater) هذا الكتاب في عام 1870 تحت اسم (The Manual of Colours and Dyewares). تم ترتيب الأصبغة في هذا الكتاب وفق الترتيب الأبجدي، وهذا كان أحد الأسباب وراء عدم نجاح هذا الكتاب في تحقيق الغاية المرجوة منه. قام بعدها ريتشاردسون (W.R.Richardson) بتحسين التصنيف ونشر في عام 1885 طريقة جديدة لتصنيف أصبغة القار (Coal Tar Dye). حوى هذا الكتاب على قائمة أبجدية رقمية لكل الأسماء التجارية للأصبغة، مع اسمها الكيميائي، وتركيبها الكيميائي. وكانت مرتبة أيضا وفق الترتيب اللوني. الكتاب الأكثر شهرة نشره شولتز ويوليوس (G.Schultz and P.Julius) في عام 1888 باسم (Tabular Overview of Artificial Organic Dyes). اعتمد في التصنيف على البنية الكيميائية للأصبغة، والتي أدرجت وفق ترتيبها اللوني. نجح هذا الكتاب نجاحا كبيرا وكان الكتاب المرجعي لأكثر من 50 سنة.
ظهر كتاب فهرس الألوان الذي نشرته جمعية الصبّاغين والملونين لأول مرة عام 1925. كان هذا الكتاب محط اهتمام المصنعين، والمستخدمين، والباحثين، مما حذى بالمؤسسة لإصدار النسخة الثانية مع مراعاة النقاط التالية:
- تضمين وتنظيم العلامات التجارية المختلفة لنفس الصباغ.
- يعطي معلومات عن الاستخدام، وخصائص الثباتية، والانحلالية،..إلخ. كما يعطي معلومات عن تطبيقات هذا الصباغ في مجال النسيج.
- يعطي معلومات عن البنية الكيميائية للأصبغة التقنية أو مركباتها، وطريق التصنيع، وبراءة اختراع التصنيع.

## وصلات خارجية
- الموقع الرسمي للاتحاد الأمريكي لكيميائيي النسيج وملونيه
- Colour Index International
- جمعية الصباغين والملونين